# 麥克尼爾 (亞利桑那州)
麥克尼爾（英語：McNeal）是位於美國亞利桑那州科奇斯縣的一個人口普查指定地區。根據2010年美國人口普查，該地人口為238人，而該地的面積約為9.71平方千米。

## 地理
麥克尼爾的座標為31°36′04″N 109°40′12″W / 31.60111°N 109.67000°W，而該地最高點為海拔高度1270米（即4170英尺）。